# 森山くるみ
森山 くるみ（もりやま くるみ、1993年9月11日 - ）は、近畿地方を拠点に活動する日本のモデル、タレント。大阪府出身。

## 出演

### テレビ番組
- キャサリン三世（2012年 - 2013年、関西テレビ） - 「見た目OK女子GP」「真夏の究極 “見た目OK女子” 祭り！」[2]
- すもももももも!ピーチCAFÉ（2016年 - 、読売テレビ）
- ビーバップ!ハイヒール（2018年 - 、朝日放送）
- 中川家 家電の流儀（2018年 - 2019年、テレビ大阪）
- 大阪ほんわかテレビ（2019年 - 、読売テレビ）

### テレビドラマ
- 木曜ミステリー 遺留捜査 第4シリーズ 第6話（2017年8月17日、テレビ朝日） - 杉山沙知 役
- 連続テレビ小説 わろてんか（2017年、NHK大阪放送局）
- 大阪環状線 Part4 ひと駅ごとのスマイル 第10話 特別篇（2018年12月22日、関西テレビ） - 浮気女性 役
- 探偵・由利麟太郎（2020年6月16日 - 7月14日、関西テレビ・フジテレビ系） - 鈴子 役
- 連続テレビ小説 おちょやん（2021年、NHK大阪放送局） - 吉野 役[4][5]
- 遺留捜査 第6シーズン 最終話（2021年3月18日、テレビ朝日） - 館林加代 役

### CM
- びわ湖バレイ ウェブCM（2017年）
- シャルレ ウェブCM（2017年）
- 楽天風呂 祥福の湯（2017年）
- 蓬川温泉 みずきの湯（2017年）
- 京都向日町競輪場（2017年）
- 姫路セントラルパーク（2017年）
- イーブロードコミュニケーションズ（2018年）
- ネスカフェ（2018年、ネスレ日本）

### 舞台
- ハニカミ!＋ 道頓堀ガールズシアター（2018年、よしもとクリエイティブ・エージェンシー）[6]

### WEB ドラマ
- アワーホーム(水間鉄道ドラマ制作委員会)

### ラジオ
- 森山くるみのラッキーラジオ（2021年10月 - 、FM aiai）